# Sainte-Euphémie
Sainte-Euphémie település Franciaországban, Ain megyében. Lakosainak száma 1741 fő (2022. január 1.). Sainte-Euphémie Frans, Misérieux, Reyrieux és Saint-Didier-de-Formans községekkel határos.

## Népesség
A település népessége az elmúlt években az alábbi módon változott:
| Lakosok száma | 390  | 727  | 857  | 1332 | 1630 | 1647 | 1667 | 1700 | 1723 | 1741 |
|               | 1968 | 1982 | 1990 | 2006 | 2013 | 2015 | 2017 | 2019 | 2020 | 2022 |